# Vacuna cuádruple
Se llama vacuna cuádruple a aquella que reemplazó a la vacuna Triple Bacteriana (contra difteria, tos convulsa (pertussis) y tétanos) debido al agregado de protección contra las infecciones invasivas por Haemophilus influenzae tipo b, bacteria que puede producir infecciones severas como meningitis, artritis y neumonías en los menores de 5 años y especialmente en los menores de 2 años.
Esta vacuna se aplica por vía intramuscular en la región anterolateral del muslo a los bebés de hasta 15 meses o que no caminan, y en el brazo a los niños que deambulan o mayores de 15 meses.
El esquema de vacunación consiste en una inmunización de tres dosis a los 2, 4 y 6 meses de edad, seguida de un refuerzo a los 18 meses.

## Efectos adversos
Enrojecimiento, hinchazón, dolor y aparición de un nódulo que puede permanecer varias semanas en el sitio de aplicación. Para aliviar los síntomas se podrán aplicar compresas frías o hielo sobre la superficie afectada. 
La fiebre y la irritabilidad son efectos adversos frecuentes .
Raramente la vacuna puede provocar temperatura mayor de 40 °C y llanto persistente por más de tres horas.

## Precauciones y contraindicaciones
Los pacientes que después de una dosis de vacuna cuádruple, quíntuple o DPT hayan tenido alguna reacción severa, como llanto persistente por más de tres horas, fiebre de más de 40 °C o convulsiones no adjudicables a otra causa dentro de las 72 horas de aplicada la vacuna, deben consultar al médico antes de continuar el esquema de vacunación. 
Todos los pacientes con antecedentes de trastornos neurológicos previos deben consultar al médico antes de vacunarse.

## Vacunas Acelulares
Actualmente están en boga las vacunas acelulares que se caracterizan por producir menos efectos adversos que las comunes.
La vacuna acelular solo contiene pequeñas porciones purificadas de la bacteria Bordetella pertussis, combinada con las vacunas tetánica, diftérica, antihaemophilus tipo b (cuádruple acelular) y con el agregado de antipoliomielítica del tipo Salk en la (quíntuple acelular). 
Se coloca a la misma edad que las vacunas tradicionales. 
Las vacunas acelulares son las únicas que se utilizan en Estados Unidos y muchos otros países desarrollados.
- Datos: Q6158592